# Chrysler Sebring
La Sebring è un'autovettura prodotta dalla Chrysler dal 1995 al 2010.

## Evoluzione
È stata prodotta in cinque serie: FJ, JX, ST-22, JR e JS.
Le serie FJ, prodotta dal 1995 al 2000, e ST-22, prodotta dal 2000 al 2005, sono state presentate solo in versione coupé. La serie JX, in commercio dal 1996 al 2000, è stata disponibile solo in versione cabriolet.
Le serie JR, sul mercato dal 2001 al 2006, e JS, ultima serie presentata nel 2007 (che prende il nome sigla dalla versione Chrysler del pianale GS/JS sviluppato insieme a Mitsubishi), sono state prodotte invece sia in versione berlina tre volumi a 4 porte che "convertibile" (cabriolet). La versione europea della Sebring era offerta dal 2007 al 2010 anche con un motore diesel di derivazione Volkswagen a iniettore pompa 2.0 TDI da 140 cavalli Euro 4 denominato CRD.

## Chrysler 200

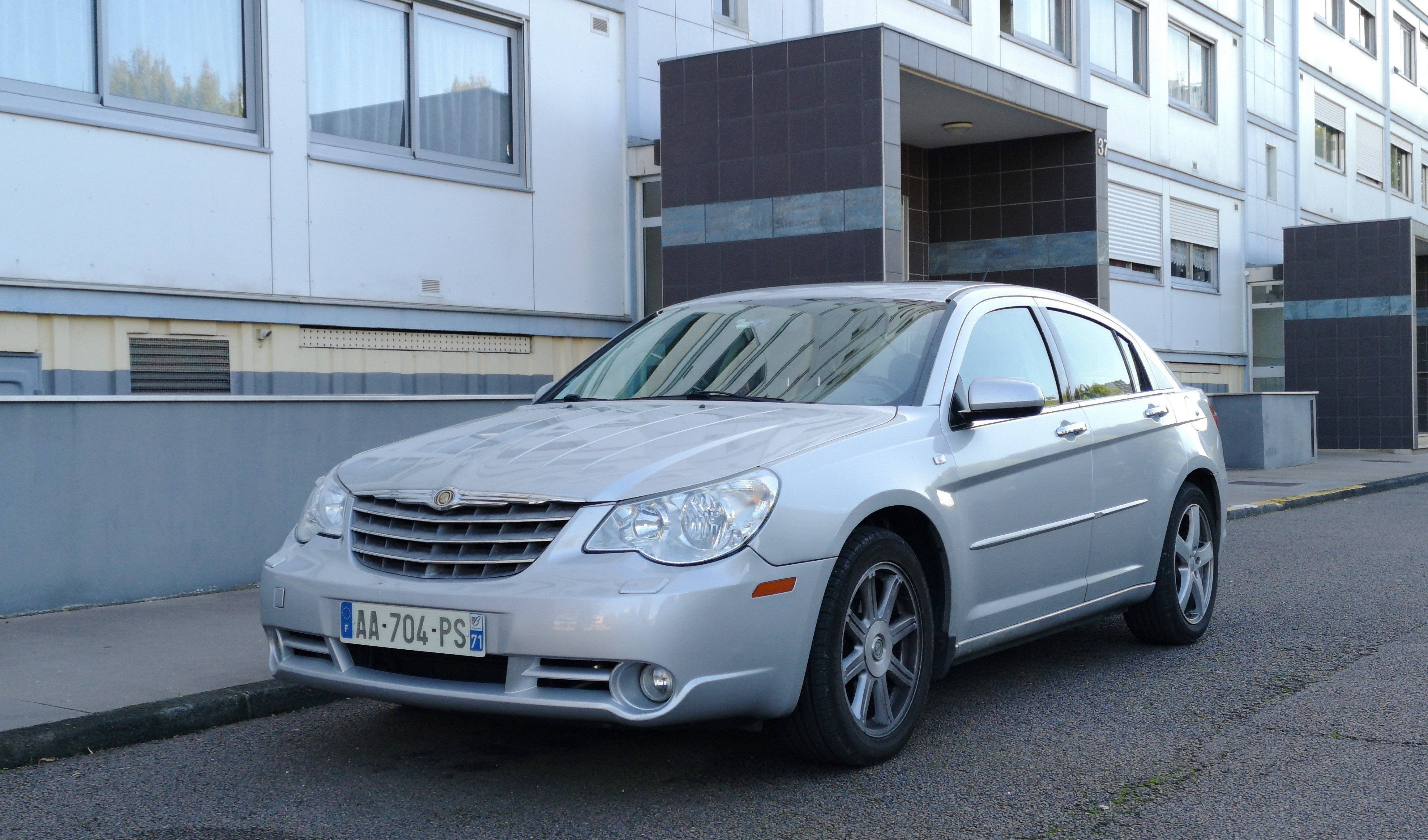
Versione esportata anche in Europa il cui montava anche un inedito motore Diesel per il solo mercato europeo.

Dal 2011 la Sebring è stata sostituita dalla 200.
La nuova berlina, rispetto al modello da cui deriva, mostra un'evidente evoluzione della linea e del design, mentre presenta un notevole miglioramento dei materiali interni, oltre a numerose migliorie tecniche e motoristiche.
Le differenze tra i due modelli rendono necessario anche il cambio di nome, a rappresentanza della rinascita della Chrysler dopo la crisi, e dopo l'entrata nell'orbita di Fiat SpA.
Questo nuovo modello, sempre disponibile con carrozzeria berlina e cabriolet viene distribuito negli Stati Uniti e in Regno Unito.
La variante prodotta per l'Europa viene commercializzata sotto le insegne dell'italiana Lancia, col modello cabriolet Flavia.